# World Community Grid
World Community Grid är ett försök att skapa världens största offentliga distributed computing-projekt för att stödja vetenskaplig forskning som kan hjälpa mänskligheten. Projektet är huvudsakligen utvecklat av IBM och är för närvarande tillgängligt för operationssystemen Windows, Linux, FreeBSD och Mac OS

## Så fungerar det
World Community Grid använder sig av processorns outnyttjade räknekraft hos datorer kopplade via Internet. Datorkraften som annars inte skulle använts går istället åt för att göra vetenskapliga beräkningar till forskning som gynnar mänskligheten.
Griden fungerar som en avancerad skärmsläckare: När datorn går på tomgång, arbetar maskinen med uppgifter från griden. Men eftersom World Community Grid har lägst prioritet i systemet, så påverkar den inte övriga program, utan väntar till dessa har blivit behandlade. När datorn åter går på tomgång återupptar World Community Grid beräkningsarbetet.
Tidigare offentliga gridnätverk, så som SETI@home eller Genome@home, har arbetat för enstaka projekt, medan World Community Grid stödjer flera humanitära projekt. Detta gör att World Community Grid blir effektivare. Ett enstaka projekt riskerar att tillfälligt sakna beräkningsunderlag, World Community Grid distribuerar istället om sina resurser så andra projekt får mer beräkningskraft.
Den som ställer upp med datorkraft till World Community Grid bestämmer själv vilka eller vilket av de olika projekten som skall köras på datorn.
Inom gridet kan användaren skapa egna grupper eller bli medlem av andra grupper av användare med ursprung i företag, organisationer, skolor, grupper eller individer. Lag skapar en ökad känsla av samhörighet för att inspirera till konkurrens.

## Aktiva projekt

### FightAIDS@Home
FightAIDS@Home var World Community Grids andra projekt och det första att fokusera på en enda sjukdom. Varje individuell dator beräknar en potentiell läkemedelsmolekyl och provar hur väl den passar mot HIV.

### Human Proteome Folding Phase 2
Human Proteome Folding Phase 2 (HPF2) var det tredje projektet som startades på World Community Grid. Detta projekt följer upp HPF1 och fokuserar på mänsklig sekretion av protein, med speciellt fokus på biomarkörer och proteinerna på cellernas yta såväl som plasmodium, organismen som orsakar malaria. HPF2 genererar mer högupplösta proteinmodeller än HPF1. Därför är de högupplösta modellerna mer användbara, men de kräver även mer beräkningskraft för att genereras.

### Discovering Dengue Drugs – Together
Discovering Dengue Drugs – Together går ut på att hitta ett botemedel mot denguefeber. Projektet är sponsrat av vetenskapsmän på University of Texas och University of Chicago och kommer att köras i två faser. Fas 1, som lanserades 21 augusti 2007, använder AutoDock 2007 (samma mjukvara som används för FightAIDS@Home för att prova potentiella antivirala medel. Fas 2 kommer därefter att använda ett mer beräkningsmässigt intensivt program för att undersöka kandidater som klarar sig igenom Fas 1.

### Help Conquer Cancer
Projektet för att hjälpa till med att bota cancer sponsras av Ontario Cancer Institute (OCI), Princess Margaret Hospital och University Health Network of Toronto, Kanada. Projektet involverar röntgenkristallografi.

### Nutritious Rice for the World
Denna forskning inom jordbruk sponsras av University of Washingtons forskningsgrupp  Computational Biology. Meningen med detta projekt är att förutbestämma strukturen hos proteiner i ris, för att kunna hjälpa bönder med växtförädling av bättre rissorter för rikligare skördar, utveckla bättre motstånd mot sjukdomar och skadedjur, samt möjliggöra ett fullt spektrum av biotillgängliga näringsämnen som kan vara positiva för människor över hela världen, speciellt i regioner där undernäring är ett allvarligt problem.

### The Clean Energy Project
Målet med Clean Energy Project är att finna nya material för nästa generations solceller och därefter energilagringsmoduler. Forskare beställer molekylär mekanik- och elektronkonfigurationsberäkningar för att försöka förutbestämma de optiska egenskaperna hos molekyler som kan bli material i nästa generations solceller. Genom att utnyttja beräkningskraften i World Community Grid kan forskare beräkna de elektroniska egenskaperna hos tiotusentals olika organiska material – mycket fler än vad som någonsin skulle kunna undersökas i ett laboratorium – och bestämma vilka kandidater som är mest lovande för utveckling av kostnadseffektiv solenergi.